# Rodrigo Caio
Rodrigo Caio Coquette Russo (Dracena, São Paulo, 17 d'agost de 1993), més conegut com a Rodrigo Caio, és un futbolista brasiler que juga per al São Paulo FC. Juga com a Centrecampista defensiu, si bé es pot adaptar a la posició de defensa central.

## Carrera de club

### São Paulo
Nascut en Dracena, São Paulo, Rodrigo Caio és un producte de l'acadèmia del São Paulo FC i va començar la seua carrera com a migcampista defensiu. En 2012, va disputar com a defensa central un partit de Lliga Estatal contra el Santos FC, destacant pel seu marcatge a Neymar. Després del partit, que el São Paulo va guanyar per 3-2, Caio va ser elogiat per la premsa pel seu èxit a l'hora d'anul·lar a Neymar. Caio va realitzar el movimento escorpião (Moviment d'Escorpí), un moviment bé conegut en futbol Sala, per impedir alguns driblatges i xuts de Neymar.
En 2013, amb Paulo Miranda i Edson Silva lesionats, Caio va començar jugar de manera regular com a defensa central. Després de diverses actuacions bones, va ser elogiat per entrenador Paulo Autuori qui va destacar la seua contribució defensiva. Les actuacions de Caio van ser tan destacades que Antônio Carlos, contractat per l'equip per a disputar la Lliga brasilera, va jugar la majoria de partits com a substitut.
El 2 d'agost de 2014, Caio es va lesionar el Lligament encreuat anterior, cosa que va suposar que no poguera jugar durant molts mesos. No reapareixeria fins a març de 2015.

### València
El 12 de juny de 2015 es va anunciar el fitxatge de Rodrigo Caio pel València Club de Futbol, en un traspàs per 12,5 milions d'euros i quatre més en variables i un contracte que anava a durar cinc anys. Tanmateix, el 29 de juny es va descartar el fitxatge després de dos revisions mèdiques.

## Palmarés

### Club
São Paulo
- Copa Sudamericana: 2012

### Internacional
Brasil sub-20
- Torneig de Toulon: 2014